# De retour à la source
De retour à la source è il quinto album in studio della cantante canadese Isabelle Boulay, pubblicato nel 2007.

## Tracce
1. Entre Matane et Baton Rouge
2. Un monde à refaire
3. Adrienne
4. Simplement tout
5. De retour à la source
6. Lui
7. Aller simple
8. Comme un jour sans amour
9. Tant que l'amour existera
10. Only a Woman's Heart
11. Si j'étais perdue
12. Mon village du bout du monde